# Torroella de Fluvià

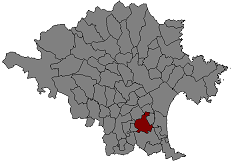
Położenie gminy na mapie comarki Alt Empordà.

Torroella de Fluvià (hiszp. Torroella de Fluviá) – gmina w Hiszpanii,  w Katalonii, w prowincji Girona, w comarce Alt Empordà.
Powierzchnia gminy wynosi 16,9 km². Zgodnie z danymi INE, w 2005 roku liczba ludności wynosiła 437, a gęstość zaludnienia 25,86 osoby/km². Wysokość bezwzględna gminy równa jest 9 metrów. Współrzędne geograficzne gminy to 42°10'35"N, 3°2'30"E.

## Miejscowości
W skład gminy Torroella de Fluvià wchodzi 6 miejscowości, w tym miejscowość gminna o tej samej nazwie:
- La Bomba – 15
- Els Masos de Torroella – 27
- Palol – 0
- Sant Tomàs de Fluvià – 33
- Torroella de Fluvià – 287
- Vilacolum – 56

## Demografia
- 1991 – 297
- 1996 – 316
- 2001 – 399
- 2004 – 418
- 2005 – 437